# Thái Đại Ngọc
Thái Đại Ngọc (sinh ngày 1 tháng 1 năm 1966) là  một sĩ quan cấp cao trong Quân đội nhân dân Việt Nam và chính trị gia người Việt Nam, hàm Thượng tướng. Ông hiện là Ủy viên Ban Chấp hành Trung ương Đảng Cộng sản Việt Nam khóa XIII, Ủy viên Quân ủy Trung ương, Phó Tổng tham mưu trưởng Quân đội nhân dân Việt Nam, nguyên Phó Bí thư Đảng ủy - Tư lệnh Quân khu 5, Quân đội nhân dân Việt Nam.

## Xuất thân và giáo dục
Thái Đại Ngọc sinh ngày 1 tháng 1 năm 1966, quê quán ở phường Hòa Thọ Đông, quận Cẩm Lệ, thành phố Đà Nẵng, Cộng hòa xã hội chủ nghĩa Việt Nam.
Ông lớn lên và tốt nghiệp phổ thông ở Đà Nẵng, vào tháng 7 năm 1985 thì nhập ngũ Quân đội nhân dân Việt Nam, nhập học Trường Sỹ quan lục quân 2 – nay là Trường Đại học Nguyễn Huệ, tốt nghiệp năm 1988.
Ông từng học các khóa học quân sự và tốt nghiệp Cử nhân Quân sự, được kết nạp Đảng Cộng sản Việt Nam trong lúc tại ngũ, từng tham gia khóa chính trị tại Học viện Chính trị Quốc gia Hồ Chí Minh, nhận bằng Cao cấp lý luận chính trị.

## Sự nghiệp
Năm 1987, trong thời gian học Trường Sỹ quan Lục quân 2, Thái Đại Ngọc được cử đi thực tế chiến đấu ở chiến trường Campuchia, thuộc đội hình Sư đoàn 330, Quân khu 9.
Sau khi tốt nghiệp trường sỹ quan cũng như hoàn thành chương trình chiến đấu thực tế, ông được điều về Quân khu 5, phục vụ Sư đoàn Bộ binh 2. Ông công tác thời gian dài ở đơn vị này, lần lượt là đại đội trưởng, tiểu đoàn trưởng, trung đoàn trưởng rồi Phó Sư đoàn trưởng kiêm Tham mưu trưởng Sư đoàn Bộ Binh 2, Quân khu 5.
Vào năm 2012, sau 20 năm công tác, ông được bổ nhiệm làm Sư đoàn trưởng Sư đoàn Bộ Binh 2, Quân khu 5, kế nhiệm Trương Đức Nghĩa.
Năm 2014, ông được điều về tỉnh Đắk Nông, nhậm chức Chỉ huy trưởng Bộ Chỉ huy quân sự tỉnh Đắk Nông, Quân khu 5, sau đó được phê chuẩn làm Ủy viên Ban Thường vụ Tỉnh ủy Đắk Nông.
Tháng 6 năm 2016, Thái Đại Ngọc được bổ nhiệm giữ chức Phó Tư lệnh Quân khu 5, được thăng quân hàm từ Đại tá lên Thiếu tướng.
Sau đó hơn 2 năm, vào tháng 11 năm 2018, ông được điều lên trung ương, nhậm chức Cục trưởng Cục Tác chiến thuộc Bộ Tổng Tham mưu, Quân đội nhân dân Việt Nam.
Tháng 6 năm 2020, ông được thăng quân hàm Trung tướng, sang tháng 10 cùng năm thì được bổ nhiệm làm Tư lệnh Quân khu 5.
Tháng 1 năm 2021, ông là đại biểu tại Đại hội Đại biểu toàn quốc Đảng Cộng sản Việt Nam lần thứ 13 và được bầu làm Ủy viên Ban Chấp hành Trung ương Đảng Cộng sản Việt Nam khóa XIII, nhiệm kỳ 2021–2026 vào ngày 30 tháng 1. Ông cũng được chỉ định làm Ủy viên Quân ủy Trung ương nhiệm kỳ 2020–2025.

## Khen thưởng
- Huân chương Bảo vệ Tổ quốc;
- Huân chương Chiến công;
- Huy chương Quân kỳ quyết thắng;
- Huân chương Chiến sĩ vẻ vang I, II, III;

## Lịch sử thụ phong quân hàm
| Năm thụ phong | 2016        | 2020        | 2025         |
| ------------- | ----------- | ----------- | ------------ |
| Quân hàm      |             |             |              |
| Cấp bậc       | Thiếu tướng | Trung tướng | Thượng tướng |